# Ellipszoid

Ellipszoid

A térgeometriában az ellipszoid olyan másodrendű felület, amelynek egyenlete alkalmasan orientált derékszögű koordináta-rendszerben
{\displaystyle {x^{2} \over a^{2}}+{y^{2} \over b^{2}}+{z^{2} \over c^{2}}=1},
ahol a, b és c pozitív valós számok, amelyek meghatározzák az ellipszoid alakját. A speciális {\displaystyle a=b=c} esetben az ellipszoid egy a sugarú, origó középpontú gömb. Ha a, b és c közül kettő egyenlő, akkor az ellipszoidot szferoidnak nevezzük.
Javasolt elnevezése a forgatás tengelyétől függően lapos, vagy lencseszferoid illetve hosszúkás, vagy orsószferoid.
A három koordinátasík szimmetriasíkja az ellipszoidnak, és minden nem üres síkmetszete ellipszis.
Az ellipszoid térfogatát a
{\displaystyle V={\frac {4}{3}}\pi abc.\,\!}
képlet adja. Az ellipszoid felszíne általában nem fejezhető ki a, b és c elemi függvényeként.

## Felszín
Az általános ellipszoid felszíne nem fejezhető ki az olyan elemi függvényekkel, mint az arkusz tangens vagy az arkusz szinusz. A felszín Legendre nyomán az elliptikus integrálokkal írható le:
Jelöljük az ellipszoid tengelyeit úgy, hogy {\displaystyle a>b>c} legyen. Ekkor
{\displaystyle k={\frac {a}{b}}{\frac {\sqrt {b^{2}-c^{2}}}{\sqrt {a^{2}-c^{2}}}}} és {\displaystyle \varphi =\arcsin {\frac {\sqrt {a^{2}-c^{2}}}{a}}},
így az integrálok
{\displaystyle E(k,\varphi )=\int _{0}^{\sin \varphi }{\sqrt {\frac {1-k^{2}x^{2}}{1-x^{2}}}}\ \mathrm {d} x} és {\displaystyle F(k,\varphi )=\int _{0}^{\sin \varphi }{\frac {1}{{\sqrt {1-x^{2}}}{\sqrt {1-k^{2}x^{2}}}}}\ \mathrm {d} x.}
Ezzel a felszín
{\displaystyle A=2\pi c^{2}+{\frac {2\pi b}{\sqrt {a^{2}-c^{2}}}}\left(c^{2}F(k,\varphi )+(a^{2}-c^{2})E(k,\varphi )\right).}
Helyettesítsük be most k-t, {\displaystyle \varphi }-t, 
{\displaystyle u={\frac {\sqrt {a^{2}-c^{2}}}{a}}} -t, és  {\displaystyle v={\frac {\sqrt {b^{2}-c^{2}}}{b}}}-t
az A egyenletbe. Ezzel
{\displaystyle A=2\pi c^{2}+2\pi ab\int _{0}^{1}{\frac {1-u^{2}v^{2}x^{2}}{{\sqrt {1-u^{2}x^{2}}}{\sqrt {1-v^{2}x^{2}}}}}\ \mathrm {d} x.}
Knud Thomsen integrálmentes közelítő formulája:
{\displaystyle A\approx 4\pi \!\left({\frac {(ab)^{1.6}+(ac)^{1.6}+(bc)^{1.6}}{3}}\right)^{0.625}\,\!.}
Ez a képlet legfeljebb 1,2%-kal tér el a pontos felszíntől.
Egyre laposabb ellipszoidokat véve, ahol {\displaystyle \left(c\to 0\right)} a felszínképlet a {\displaystyle 2\pi ab}-hez tart. Ez az a és b tengelyű ellipszis területének kétszerese.

### A forgási ellipszoidok, azaz a szferoidok felszíne
Legyen {\displaystyle a\geq b\geq c} és legyen  {\displaystyle \varepsilon ={\sqrt {1-\left({\frac {c}{a}}\right)^{2}}}} az {\displaystyle y=0} egyenletű síkkal vett metszet numerikus excentricitása.
Ekkor a lapos, lencseszferoid felszíne
{\displaystyle a=b>c} (forgástengely = z-tengely)
{\displaystyle A=2\pi a^{2}\left(1+\left({\frac {c}{a}}\right)^{2}\,{\frac {\operatorname {arth} \,\varepsilon }{\varepsilon }}\right)}
és az orsószferoidé
{\displaystyle a>b=c} (forgástengely = x-tengely)
{\displaystyle A=2\pi c^{2}\left(1+{\frac {a}{c}}\,{\frac {\arcsin \,\varepsilon }{\varepsilon }}\right).}

### A szferoidok felszínképletének levezetése

#### Lencseszferoid
b = a, tehát k = 1, ebből {\displaystyle E(1,\varphi )=\int _{0}^{\sin \varphi }\ \mathrm {d} x=\sin \varphi ={\frac {\sqrt {a^{2}-c^{2}}}{a}}}  és  {\displaystyle F(1,\varphi )=\int _{0}^{\sin \varphi }{\frac {1}{1-x^{2}}}\ \mathrm {d} x=\operatorname {arth} (\sin \varphi )=\operatorname {arth} ({\frac {\sqrt {a^{2}-c^{2}}}{a}}).}
Legendre egyenletébe helyettesítve:
{\displaystyle A=2\pi c^{2}+{\frac {2\pi a}{\sqrt {a^{2}-c^{2}}}}\left(c^{2}\operatorname {arth} ({\frac {\sqrt {a^{2}-c^{2}}}{a}})+(a^{2}-c^{2}){\frac {\sqrt {a^{2}-c^{2}}}{a}}\right).}

#### Orsószferoid
b = c, tehát k = 0, ebből {\displaystyle E(0,\varphi )=F(0,\varphi )=\int _{0}^{\sin \varphi }{\frac {1}{\sqrt {1-x^{2}}}}\ \mathrm {d} x=\arcsin(\sin \varphi )=\arcsin({\frac {\sqrt {a^{2}-c^{2}}}{a}}).}
Legendre egyenletébe helyettesítve:
{\displaystyle A=2\pi c^{2}+{\frac {2\pi c}{\sqrt {a^{2}-c^{2}}}}\left(c^{2}\arcsin({\frac {\sqrt {a^{2}-c^{2}}}{a}})+(a^{2}-c^{2})\arcsin({\frac {\sqrt {a^{2}-c^{2}}}{a}})\right).}

## Paraméterezés
Jelölje {\displaystyle \beta \,\!} a parametrikus szélességet, és {\displaystyle {\color {white}+}\!\!\!\lambda {\color {white}'}\,\!} a parametrikus hosszúságot. Ekkor az ellipszis a következőképpen paraméterezhető:
{\displaystyle {\begin{aligned}x&=a\,\cos(\beta )\cos(\lambda );\!{\color {white}|}\\y&=b\,\cos(\beta )\sin(\lambda );\\z&=c\,\sin(\beta );\end{aligned}}\,\!}
{\displaystyle {\begin{matrix}-{\frac {\pi }{2}}\leq \beta \leq +{\frac {\pi }{2}};\quad -\pi \leq \lambda \leq +\pi ;\!{\color {white}{\big |}}\end{matrix}}\,\!}
Ez a paraméterezés nem egy-egyértelmű a pólusoknál, ahol {\displaystyle \scriptstyle {{\color {white}|}\beta =\pm {\frac {\pi }{4}}}{\color {white}|}\,\!}
Gömbi koordinátákkal,
{\displaystyle {\begin{aligned}x&=a\,\sin(\phi )\cos(\theta );\!{\color {white}|}\\y&=b\,\sin(\phi )\sin(\theta );\\z&=c\,\cos(\phi );\end{aligned}}\,\!}
{\displaystyle {\begin{matrix}0\leq \theta \leq 2\pi ;\quad {0}\leq \phi \leq \pi ;\!{\color {white}{\big |}}\end{matrix}}\,\!}

## Lineáris transzformációk
Ahogy a spektrálelméletből tudjuk, egy invertálható lineáris transzformáció a gömböt ellipszoidba viszi. Ha a lineáris transzformáció mátrixa szimmetrikus, akkor a mátrix sajátvektorai ortogonálisak, és megadják az ellipszoid tengelyeinek irányát. A féltengelyek hossza a sajátértékektől függ.
Ellipszoid és sík metszete vagy üres, vagy (egy esetleg egy pontú) ellipszis, ami kör is lehet.
A fentiek általánosíthatók magasabb dimenzióra is, ahol is a gömb képét nevezzük ellipszoidnak. A spektrálelmélet hasonló eredményeket ad.

## Tojás alak
A tyúktojás alakja két egymáshoz simított fél ellipszoiddal közelíthető, melyek forgástengelye közös. Az egyik lapos, vagy közel gömb, a másik hosszúkás. A tojás alak rendszerint az egyenlítőre vett szimmetria hiányára utal.